# Səmədabad (Yevlax)
Səmədabad è un comune dell'Azerbaigian situato nel distretto di Yevlax. Conta una popolazione di 1 877 abitanti.